# Barbara Eden
Barbara Eden (nascida Barbara Jean Moorhead; Tucson, 23 de agosto de 1931) é uma atriz de teatro, cinema e televisão, e cantora, norte-americana, mais conhecida por seu papel como "Jeannie" na sitcom I Dream of Jeannie (1965-1970).

## História

### O começo
Barbara cresceu nos Estados Unidos, abalados pela Grande Depressão da década de 1930. Sua família foi bastante prejudicada pela crise econômica, mas isso não a impediu de levar uma infância feliz. Nem a crise, nem um problema ocular que a obrigava a usar óculos de fundo-de-garrafa e um tampão no olho, fato que lhe acarretava a gozação dos colegas.[carece de fontes?]
Sua carreira artística começou na adolescência, sob o incentivo da mãe. Ela desenvolveu o canto participando do coral da igreja local e fez um curso de teatro, que pagou com quatro horas de trabalho diário em um banco. Começou a cantar em night clubs, usando o nome Barbara Huffman, e aos dezessete anos se elegeu Miss San Francisco, em 1951.
A seguir, ela se mudou com sua mãe e sua irmã mais nova para San Marino, perto de Los Angeles. Procurou um produtor da Warner Brothers e ouviu dele que não servia para Hollywood. Mas Barbara não se deixou abater, conseguiu um agente e mudou seu nome para Barbara Eden.
Ao estrelar sua primeira peça de teatro, The Voice of the Turtle, um produtor da 20th Century Fox a descobriu e assinou com ela um contrato de sete anos. Começou no cinema fazendo uma ponta no filme Em Busca de Um Homem, de 1957, estrelado por Tony Randall e Jane Mansfield. Fez também participações em séries de televisão famosas como Perry Mason e Bachelor Father. Depois, em 1958, estrelou a série How to Marry a Millionaire, baseada no filme de mesmo nome. Barbara interpretou Loco Jones, papel que havia sido feito por Marilyn Monroe no cinema.
Nessa época, conheceu aquele que se tornaria seu primeiro marido, o ator Michael Ansara, doze anos mais velho que ela e astro da série de televisão Broken Arrow. Casaram em 17 de janeiro de 1958 e foram morar num rancho em Sherman Oaks, na Califórnia. Com ele Barbara teve seu único filho, Mathew, que nasceu em 29 de agosto de 1965.
Devido a dificuldades financeiras geradas pelo fracasso do filme Cleópatra, superprodução estrelada por Elizabeth Taylor, a 20th Century Fox demitiu vários atores, dentre eles Barbara, que precisou voltar à televisão, atuando então em séries como The Andy Griffith Show e Rawhide, essa estrelada por Clint Eastwood.

### Jeannie

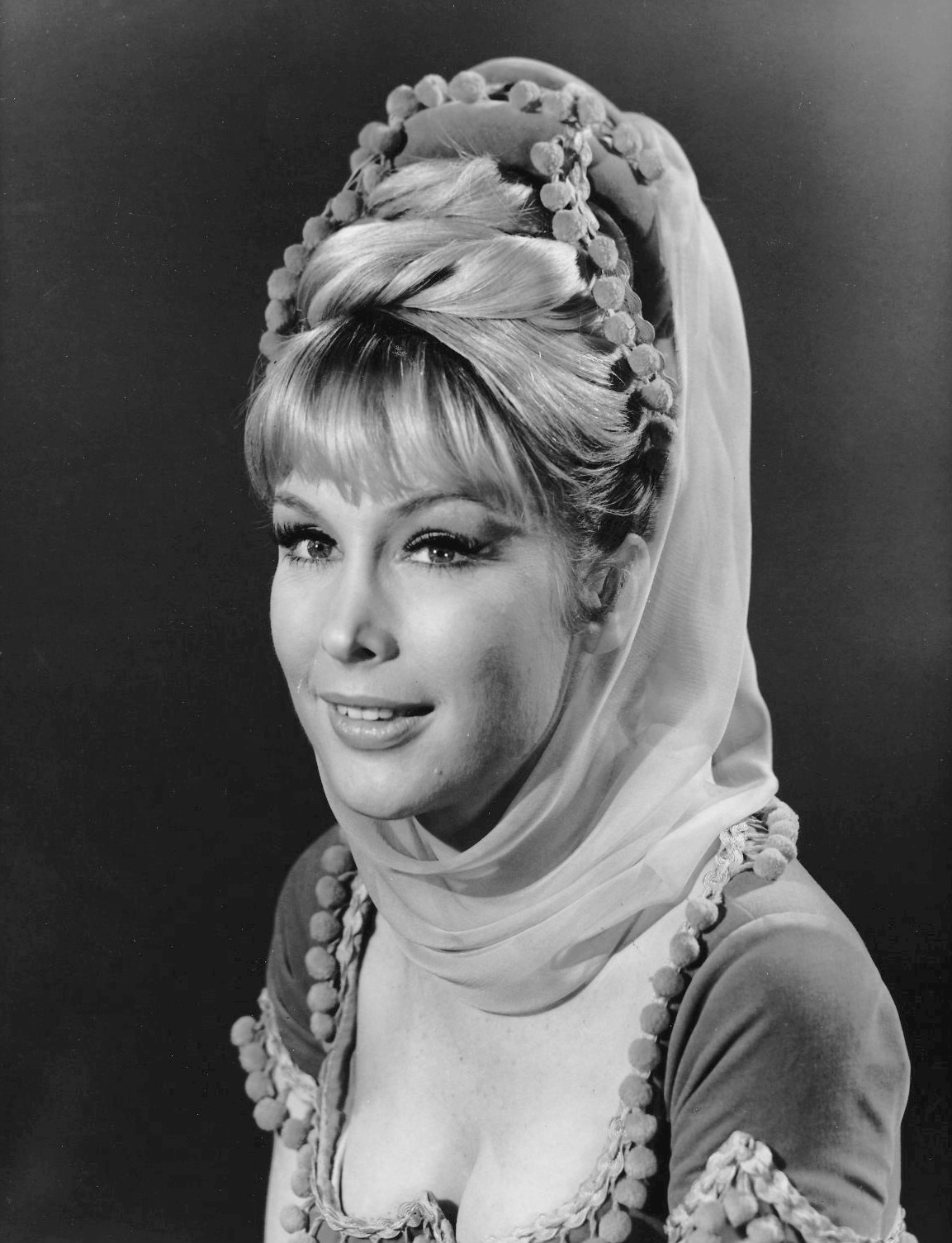
Barbara Eden como Jeannie.

O estrelato chegou em 1964, a Columbia Pictures convidou Barbara para um seriado de TV escrito por Sidney Sheldon, sobre um gênio e um astronauta. Conforme a sinopse de Sheldon, o capitão (e depois major) da NASA Anthony Nelson cai em uma ilha do Oceano Pacífico enquanto testa um novo foguete. Lá, enquanto aguarda o resgate, ele descobre uma estranha garrafa de aspecto oriental. Ao abri-la, liberta uma linda gênia de dois mil anos de idade, que passa a chamá-lo de amo (master no original) e se oferece para servi-lo conforme a tradição dos gênios. Nelson a libera de seu compromisso, mas ela consegue colocar a garrafa do capitão entre seus pertences e o acompanha até sua casa, em Cocoa Beach, onde o deixa louco com suas magias e trapalhadas.
Barbara conta:
"Sidney Sheldon me telefonou e suas primeiras palavras foram 'Eu sei que você é a minha gênia'. Foi o trabalho que consegui mais facilmente".
Entretanto, Barbara descobriu que estava grávida e quase desistiu do papel. Sheldon convenceu a rede NBC a contratá-la assim mesmo e um figurino foi improvisado para esconder sua barriga, inclusive o umbigo, fato que causou alvoroço na mídia.
Jeannie é um Gênio estreou em 18 de setembro de 1965 e era vista por mais de vinte milhões de telespectadores nos Estados Unidos toda semana. Apesar da química entre os dois protagonistas, era Barbara o segredo do sucesso do seriado, lembrado até hoje como um dos grandes mitos da televisão mundial. O seriado acabou na quinta temporada, quando Jeannie e Tony Nelson casaram, acabando com a tensão sexual que havia entre eles e que era a tônica das histórias.
No Brasil, o seriado foi exibido em 1966 pela TV Paulista e depois pela TV Excelsior, que apresentou a segunda temporada; a primeira era em preto-e-branco. Ao longo dos anos, outras emissoras exibiram a série, TV Globo, início dos anos 1970, bem como a TV Record, a Rede Bandeirantes, nos anos 1980, e Tv Tupi (1974 e 1975) a RedeTV!, que apresentou a primeira temporada colorizada a partir de 2000.
Existem muitas semelhanças entre Jeannie e outro seriado famoso na época, A Feiticeira: a abertura feita em desenho animado; a música da abertura de Jeannie também virou clássico; o personagem que vê todas as loucuras mágicas e passa por louco (Dr. Bellows, por Hayden Rorke); a prima ou irmã má—a própria protagonista com uma peruca de cabelos pretos.
Ambos tratavam também das dificuldades de adaptação entre mundos diferentes e pessoas diferentes, mas cada um a seu modo: enquanto Samantha se amoldava ao mundo mortal de James, Jeannie deixava Tony Nelson doido ao resolver tudo à sua maneira mágica.

### Depois de Jeannie
Embora tenha desenvolvido uma vasta carreira na televisão, no teatro e no cinema, Barbara nunca mais obteve um papel tão expressivo como Jeannie. Entretanto, consolidou sua carreira como cantora, apresentando-se no começo da década de 1970, em Las Vegas, com muito sucesso. Além disso, em 1971, Barbara voltou a atuar com Larry Hagman, no filme A Howling In The Woods.
Em 1981, ela estrelou o filme Harpey Valley PTA, que fez um sucesso estrondoso. Barbara também estrelou a série de duas temporadas baseada no filme. Apesar do grande sucesso da primeira temporada, após a saída do produtor na segunda, o seriado começou a declinar e foi cancelado. Em 1974, Barbara quase conseguiu seu próprio programa, The Barbara Eden Show, no qual ela viveria uma designer de brinquedos, porém os produtores não aprovaram o projeto.
Ao mesmo tempo, porém, ela sofreu vários reveses. Perdeu um bebê, seu segundo filho, aos sete meses de gestação e seu casamento com Michael Ansara chegou ao fim. Casou-se novamente com o repórter Charles Fergert, mas o casamento durou apenas alguns anos. Além disso, seu filho Mathew quis morar com o pai, o que Barbara teve que aceitar a contragosto.
Quando voltou a morar na Califórnia, após a separação do segundo marido, Barbara levou um choque ao descobrir que seu filho Matthew estava viciado em drogas. Mas ela não se deixou abater e lutou para ajudá-lo a abandonar o vício, inclusive frequentando reuniões de pais de dependentes químicos.
Na mesma época, a mãe de Barbara, com quem ela tinha uma relação muito próxima, faleceu devido a câncer de pulmão. Após esse fato, ela passou a colaborar com campanhas de prevenção ao câncer. Atualmente ela também participa de várias entidades beneficentes, como Make-A-Wish Foundation, March of Dimes, The American Cancer Society, The American Heart Association, entre outras.
Em 1989, ela conheceu o executivo Jon Eicholtz. Apesar de toda a fama de Barbara, ele não tinha a menor ideia de quem ela era. Mas, após assistir a um episódio de 'Jeannie', Jon teve certeza de que queria conhecê-la. Em 5 de janeiro de 1991, após dois anos de namoro, eles se casaram na cidade de São Francisco. Com ele, Barbara pôde passar a viver a vida doméstica estável que ela sempre amou e não teve com seus primeiros maridos. O casal vive atualmente em Beverly Hills e gosta de viajar e conhecer outras culturas.
Na década de 1980, Barbara participou de telefilmes comemorativos do seriado Jeannie é um Gênio e novamente contracenou com Larry Hagman, no famoso seriado Dallas, desta vez porém era sua inimiga, no papel de LeeAnn de La Vega. Em 1999, esteve no Donny and Marie Show, numa reunião com seus colegas de Jeannie é Um Gênio, Larry Hagman e Bill Daily, e com o criador da série, Sidney Sheldon.

### Na atualidade
Em uma entrevista dada em 2000, Barbara admitiu que, cerca de trinta e cinco anos antes, quando soube que iria estrelar uma série sobre uma gênia e seu amo, ela não tinha ideia de que isso mudaria para sempre sua vida, sua imagem, sua fama. Ela diz:
"Às vezes eu me vejo na tela, e fico surpresa. É como olhar no espelho. Eu não gosto de assistir a mim mesma. Mas eu consigo assistir a 'Jeannie É Um Gênio' agora. Já passou tempo o suficiente, é quase como assistir a outra pessoa".
No dia 25 de junho de 2001, Mathew apareceu morto em seu carro, em Los Angeles, vítima de uma overdose de heroína. Barbara diz nas entrevistas que todos os sinais de dependência química estavam lá, mas ela não os havia percebido a tempo.

## Carreira

### Cinema
| Título Original                           | Ano                          |
| ----------------------------------------- | ---------------------------- |
| Back from Eternity                        | 1956                         |
| Will Success Spoil Rock Hunter?           | 1957                         |
| The Wayward Girl                          | 1957                         |
| A Private's Affair                        | 1959                         |
| Twelve Hours to Kill                      | 1960                         |
| From the Terrace                          | 1960                         |
| Flaming Star                              | 1960                         |
| Swingin' Along                            | 1961                         |
| All Hands on Deck                         | 1961                         |
| Voyage to the Bottom of the Sea           | 1961                         |
| The Wonderful World of the Brothers Grimm | 1962                         |
| Five Weeks in a Balloon                   | 1962                         |
| The Yellow Canary                         | 1963                         |
| The Confession                            | 1964                         |
| As 7 Faces do Dr. Lao                     | 1964                         |
| The Brass Bottle                          | 1964                         |
| The New Interns                           | 1964                         |
| Ride the Wild Surf                        | 1964                         |
| The Toy Game                              | 1973                         |
| The Amazing Dobermans                     | 1976                         |
| Harper Valley PTA                         | 1978                         |
| Chattanooga Choo Choo                     | 1984                         |
| The Fantasy Film Worlds of George Pal     | 1985 (documentário)          |
| The Fantasy Worlds of Irwin Allen         | 1995 (documentário)          |
| A Very Brady Sequel                       | 1996 (participação especial) |
| Loco Love                                 | 2003                         |
| Carolina                                  | 2003                         |

### Televisão
| Título Original                               | Ano                         |
| --------------------------------------------- | --------------------------- |
| How to Marry a Millionaire                    | 1957-1959                   |
| I Dream of Jeannie                            | 1965-1970                   |
| Kismet                                        | 1967                        |
| The Feminist and the Fuzz                     | 1971                        |
| A Howling in the Woods                        | 1971                        |
| Love is... Barbara Eden                       | 1972                        |
| The Barbara Eden Show                         | 1973 (piloto de TV inédito) |
| Guess Who's Been Sleeping in My Bed?          | 1973                        |
| The Stranger Within                           | 1974                        |
| Out to Lunch                                  | 1974                        |
| Let's Switch!                                 | 1975                        |
| How to Break Up a Happy Divorce               | 1976                        |
| Stonestreet: Who Killed the Centerfold Model? | 1977                        |
| The Girls in the Office                       | 1979                        |
| Condominium                                   | 1980                        |
| Harper Valley PTA                             | 1981-1982                   |
| Return of the Rebels                          | 1981                        |
| Woman of the Year                             | 1984                        |
| I dream of Jeannie 15 Years Later             | 1985                        |
| The Stepford Children                         | 1987                        |
| The Secret Life of Kathy McCormick            | 1988                        |
| Your Mothers Wears Combat Boots               | 1989                        |
| A Brand New Life                              | 1989-1990                   |
| Opposites Attract                             | 1990                        |
| Dallas                                        | 1990-91                     |
| Her Wicked Ways                               | 1991                        |
| Hell Hath No Fury                             | 1991                        |
| I still of Jeannie                            | 1991                        |
| Visions of Murder                             | 1993                        |
| Eyes of Terror                                | 1994                        |
| Dead Man's Island                             | 1996                        |
| Nite Club Confidential                        | 1996                        |
| Gentlemen Prefer Blondes                      | 1998                        |
| A Magical Evening with Barbara Eden           | 1999                        |
| At Home with Barbara Eden                     | 2001                        |
| Sabrina, the Teenage Witch - Great Aunt Irma  | 3 episódios, 2002-2003      |

### Livro
- Barbara Eden: My Story (autobiografia), 1989.